# Sabó d'acer inoxidable
El sabó d'acer inoxidable és una peça d'⁣acer inoxidable, en forma de pastilla de sabó o una altra forma de mà. La seva finalitat és neutralitzar o reduir les olors fortes com les de la manipulació d'⁣all, ceba, durià, guaiaba, salami o peix.
No se sap que s'hagin realitzat estudis científics publicats sobre l'⁣eficàcia d'aquests sabons, i per això s'han plantejat seriosos dubtes de la seva efectivitat real, suggerint que un fregament mecànic de les mans podria produir el mateix efecte de reducció de les olors fortes, sense haver d'usar el "sabó d'acer inoxidable". 

## Mecanisme proposat
- La química de l'all

El sabor i l'olor característics de l'all es deu a un compost organosulfurat oliós i lleugerament groc S-Alyl prop-2-ene-1-sulfinothioate, comunament anomenat alicina. L'all fresc té poca olor fins que es talla o es tritura. L'alicina es produeix a partir de l'alliina (un derivat de l'aminoàcid cisteïna) per l'enzim aliinasa.  L'alicina és inestable i es descompon per formar altres compostos de sofre com els sulfurs de dialil.  Aquests compostos contribueixen a l'olor de l'all fresc. Quan estan a les mans, aquests compostos de sofre es poden degradar encara més en altres compostos de sofre, inclòs l'àcid sulfúric, en presència d'aigua.
- La química de l'acer inoxidable

L'acer és un aliatge format per ferro barrejat amb carboni. L'acer inoxidable es compon d'acer barrejat amb altres elements com el crom, níquel, molibdè, etcètera. S'afegeix crom per fer-lo resistent a l'òxid. Els acers inoxidables que són resistents a la corrosió i l'oxidació solen necessitar un 11% addicional de crom. S'afegeix níquel per augmentar encara més la resistència a la corrosió i protegir-lo de les dures condicions ambientals. Es pot afegir molibdè per evitar picades o cicatrius. Les propietats químiques de l'acer inoxidable es poden millorar encara més per a usos especialitzats afegint altres elements, per exemple, titani, vanadi i coure. 
- Possible mecanisme

L'acer inoxidable conté aproximadament un 11% de crom  que forma una pel·lícula d'òxid passiu a la superfície del metall, donant lloc a la seva resistència a la corrosió.  Se suggereix que l'alicina i els altres compostos de sofre (inclòs l'àcid sulfúric) reaccionen amb la capa d'òxid de crom, alguns possiblement s'adsorbeixen sobre ella. Rentar el sabó d'acer inoxidable amb aigua eliminaria aquesta capa i, amb ella, els compostos de sofre pudents. La pel·lícula d'òxid es reformaria i el sabó d'acer inoxidable es pot reutilitzar. 
Mark Lorch, professor de comunicació científica i química a la Universitat de Hull i Joanna Buckley, química de materials i comunicadora científica, a la Universitat de Sheffield van realitzar una mica de "ciència ciutadana" el 2016 per provar aquest mecanisme, però no hi ha proves concloents i rigoroses per això. 

## Ús
Les empreses que produeixen sabons d'acer inoxidable afirmen que les olors que provoquen aquests aliments resulten del sofre, que es converteix en àcid sulfúric en rentar-se les mans. L'objectiu del sabó d'acer inoxidable és després unir-se a les molècules de sofre, eliminant-les i l'olor associada de les mans. 
No se sap que s'hagin realitzat estudis científics publicats sobre l'eficàcia d'aquests sabons, per la qual cosa s'han plantejat seriosos dubtes sobre si realment compleix la funció per la qual es promociona.  Segons l'Organització de Consumidors i Usuaris (OCU), el sabó d'acer inoxidable realment no compliria cap mena de funció, i l'hipotètic efecte d'eliminació de les olors molestes es deuria a la fricció mecànica entre les mans de la persona que si es du a terme contra un objecte contundent aquest efecte és efectiu, però no perquè aquest objecte fos d'acer inoxidable.